# Eddie Lockjaw Davis
Eddie „Lockjaw” Davis, właśc. Edward Davis (ur. 2 marca 1922 w Nowym Jorku, zm. 3 listopada 1986 w Culver City) – amerykański, jazzowy saksofonista tenorowy. Był muzykiem, który w swojej grze połączył różne style od big-bandowego z lat 40. do soul jazzu z przełomu lat 50. i 60.

## Życiorys
„Lockjaw” Davis: Wybrałem instrument, z którym coś się wiązało. Przyglądając się muzykom, widziałem że piją, palą, rwą ładne laski i nie wstają rano. To mi się podobało. Następnie musiałem ustalić, kto skupia na sobie największe zainteresowanie i w rezultacie miałem do wyboru albo zostać saksofonistą tenorowym, albo perkusistą. Gra na bębnach wydawała mi się zbyt ciężką pracą, więc sprawiłem sobie saksofon. Taka jest prawda.

Był muzycznym samoukiem. Osiem miesięcy po zakupie swojego pierwszego saksofonu zaczął grać zawodowo w klubach Harlemu. W końcu lat 30. stale występował w Clark Monroe's Uptown House, klubie – który obok Minton’s Playhouse – uchodzi za miejsce powstania bebopu. Choć Davis doskonale przystosował się do nowej stylistyki, w jego grze były stale obecne elementy swingu i bluesa. Wypracował własny styl oparty na mocnym, „teksańskim brzmieniu tenoru”. W szybkich tempach grał ostro i dynamicznie, w balladach zaś łagodnie i nastrojowo, ale także bardzo wyraziście.
W latach 40. grał w orkiestrach swingowych, m.in. Cootiego Williamsa, „Lucky’ego” Millindera i Andy’ego Kirka. Prowadził także własne, małe zespoły, z którymi występował w klubach oraz dokonywał nagrań płytowych.
W 1952 dołączył do big-bandu Counta Basiego i stał się jego czołowym solistą. Podczas pracy z Basiem, trwającej z przerwami do połowy lat 70., ugruntował swoją opinię saksofonisty, który potrafi „zdmuchnąć każdy problem (muzyczny)”. Rozwinął także swoje umiejętności jako interpretator ballad, na co duży wpływ miał kolega z orkiestry – Ben Webster.
Obok pracy w orkiestrze Basiego prowadził wiele własnych, małych zespołów. W latach 1955–1959 prowadził combo, które było pionierską grupą o brzmieniu saksofonowo-organowym. Na organach Hammonda (model B3) grała Shirley Scott. Prezentujący repertuar jazzowo-bluesowy zespół odniósł duży sukces zarówno koncertowy, jak płytowy. W 1960 i 1961 Davis współpracował z tenorzystą, Johnnym Griffinem. Ich „pojedynki” saksofonowe wywołały duży rozgłos wśród publiczności jazzowej i zostały także zarejestrowane na płytach. Obaj grali również w big-bandzie Kenny’ego Clarke’a i Francy’ego Bolanda.
W 1963 Davis odstawił instrument i zajął się działalnością impresaryjną. Po roku jednak wrócił na estradę jako solista orkiestry Basiego i zarazem jej tour manager. Często występował w Europie z Basiem i jako członek grupy Normana Granza, której główną gwiazdą była Ella Fitzgerald.
W latach 70. i 80. nadal często występował, m.in. na festiwalach w Montreux i Newport, grając z takimi muzykami jak Oscar Peterson, Ray Brown, Ella Fitzgerald, Clark Terry i Harry „Sweets” Edison. Wiele również nagrywał.
Aktywnym muzykiem pozostał do końca życia. Zmarł przedwcześnie – 3 listopada 1986 w szpitalu w Culver City – pokonany przez chorobę nowotworową. Został pochowany w Palm Memorial Park w Las Vegas.

## Dyskografia

### Jako lider lub współlider
- 1954/1999 Jaws n' Stitt at Birdland (Prestige)
- 1958/1992 Smokin' • Eddie „Lockjaw” Davis with Shirley Scott (Prestige/Original Jazz Classics)
- 1958/1999 The Eddie „Lockjaw” Davis Cookbook, Vol. 1 (Prestige/Fanta)
- 1958/2003 The Eddie „Lockjaw” Davis Cookbook, Vol. 2 (Original Jazz Classics)
- 1958/1995 The Eddie „Lockjaw” Davis Cookbook, Vol. 3 (Original Jazz Classics)
- 1959/2008 Very Saxy (Original Jazz Classics/Prestige)
- 1959/2003 Bacalao • Eddie „Lockjaw” Davis with Shirley Scott (Original Jazz Classics)
- 1960/1997 Trane Whistle (Prestige/Original Jazz Classics)
- 1960/2006 Tough Tenors • The Eddie „Lockjaw” Davis/Johnny Griffin Quintet (MPS)
- 1961/1995 Afro-Jaws (Original Jazz Classics)
- 1961/2000 Blues Up And Down • Eddie „Lockjaw” Davis & Johnny Griffin Quintet (Milestone)
- 1961/1998 Eddie „Lockjaw” Davis & Johnny Griffin • Live at Minton’s (Prestige)
- 1962/2009 Jawbreakers (Riverside)
- 1962/1995 Streetlights (Prestige)
- 1970 Tough Tenors Again 'n' Again • The Eddie „Lockjaw” Davis/Johnny Griffin Quintet (Pausa)
- 1975/2001 The Tenor Giants Featuring Oscar Peterson (Pablo)
- 1977/1989 Eddie „Lockjaw” Davis 4 • Montreux '77 (Pablo/WEA)
- 1982/2000 Sonny, Sweets and Jaws • Live at Bubba's (Who’s Who in Jazz)
- 1983/1990 Return to Happiness • Jazz at the Philharmonic • Yoyogi National Stadium, Tokyo, 1983 (różni wykonawcy) (Pablo)
- 1983/1994 All of Me (SteepleChase)
- 1993 Nostalgia • Fats Navarro, Art Blakey, Dexter Gordon, Tadd Dameron, Eddie Davis (Savoy)

### Jakosideman
Z Colemanem Hawkinsem
- 1965 Night Hawk (Prestige)

Z Countem Basiem
- 1957/2009 Count Basie Presents the Tenor of Eddie „Lockjaw” Davis (Roulette/Fresh Sound Records)
- 1957 The Atomic Mr. Basie • E=MC2 (Roulette)
- 1973/1991 Basie Jam (Pablo)

Z The Kenny Clarke/Francy Boland Big Band
- 1967/2005 Sax No End (Saba/Universal Music Classics & Jazz)

## DVD
- 2005 Norman Granz Jazz in Montreux Presents Eddie Lockjaw Davis '77 (Eagle Rock Entertainment)